# Crisis diplomática de Catar de 2017-2021
La crisis diplomática de Catar de 2017 se refiere a la ruptura iniciada el 5 de junio de 2017 entre dicho país y diversas naciones musulmanas —entre las que se encuentran Arabia Saudita, Baréin, Egipto, Emiratos Árabes Unidos, Libia, Maldivas y Yemen—, que anunciaron la suspensión de relaciones diplomáticas con Catar, acusando al país de apoyar a distintos grupos terroristas de la región, incluyendo a Al Qaeda y el Estado Islámico de Irak y el Levante, e interferir en la política interior de sus países. Según apuntan algunos medios, el origen de la crisis se encontraría en un ataque informático producido en mayo del mismo año contra la Qatar News Agency.
El 4 de enero de 2021, Catar y Arabia Saudita acordaron la resolución de la crisis negociada por Kuwait y los Estados Unidos. Arabia Saudita reabrirá su frontera con Catar y comenzará el proceso de reconciliación. Un acuerdo y un comunicado final firmado el 5 de enero de 2021 tras una cumbre del CCG en Al-Ula marcan la resolución de la crisis, y los detalles precisos se publicarán más adelante.

## Contexto
Entre las naciones involucradas, Arabia Saudita, Baréin y los Emiratos Árabes Unidos, forman parte del Consejo de Cooperación del Golfo (GCC), una unión económica y política regional.
En mayo de 2017, un presunto ataque informático contra medios de comunicación públicos dio lugar a la divulgación, basándose en grabaciones que recogían las palabras del emir catarí, del supuesto intento de explotación del resentimiento de Estados Unidos hacia Irán, así como posibles vínculos con el grupo palestino Hamás. El gobierno catarí, desde Doha, alegó que la información publicada «era falsa», sin añadir ninguna aclaración más. Sin embargo, las agencias de noticias de la región reportaron los comentarios del emir como un hecho. El 3 de junio de 2017, la cuenta de Twitter del ministro de Relaciones Exteriores de Baréin, Khalid bin Ahmed Al Khalifa, fue hackeada en un ciberataque desde Catar. Poco después, Arabia Saudita, los EAU, Yemen, Egipto y Baréin anunciaron la ruptura de relaciones diplomáticas con Catar, el 5 de junio de 2017.

## Causas de la crisis

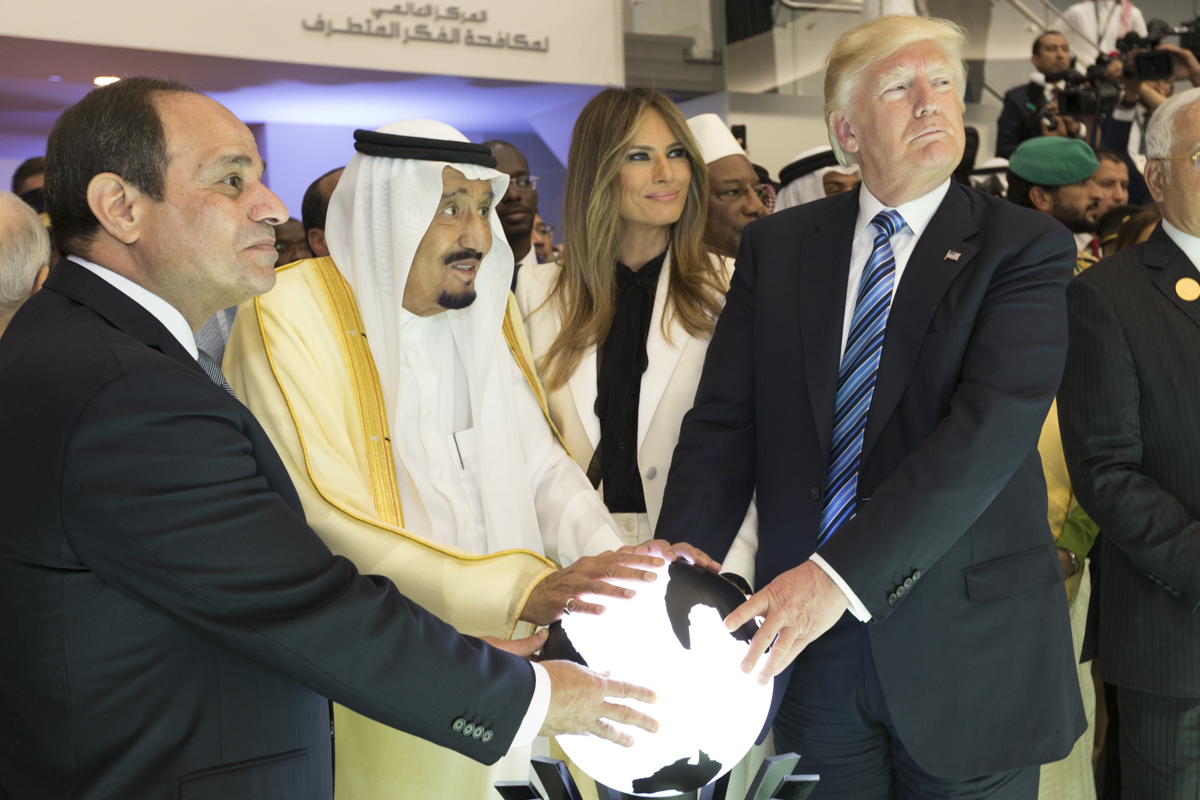
Presidente Donald Trump, S. M. el Rey Salman de Arabia Saudita y el presidente egipcio Abdel Fattah El-Sisi en el encuentro de Riad de 2017. Se cree que en el encuentro se gestó la crisis.

Las razones exactas para la crisis diplomática no eran muy claras, pero la cobertura de noticias del momento lo atribuyó a varios sucesos ocurridos entre abril y mayo de 2017.

### Negociaciones de abril de 2017
En abril de 2017 Catar estuvo involucrado en un acuerdo con las milicias suníes y chiitas en Irak y Siria. El acuerdo tenía dos propósitos:
- Retornar 26 rehenes cataríes (incluyendo miembros de la familia real Thani) que habían sido secuestrados por los chíies y llevaban cautivos 16 meses.[37]
- Asegurar la ayuda humanitaria y el traslado de refugiados. Se estima que se evacuaron alrededor de 2000 civiles solo del pueblo de Madaya en Siria.[37]

Lo que Arabia Saudita y Emiratos Árabes Unidos desaprueban es la cantidad de dinero que Catar ha tenido que pagar para asegurar el acuerdo. Según el Financial Times Catar pagó 700 millones de dólares a las milicias chiíes en Irak, 120-140 millones a Tahrir al-Sham y 80 a Ahrar al Sham.

### Encuentro de Riad de 2017
Como parte del encuentro de Riad a finales de mayo de 2017, varios líderes mundiales, entre ellos el presidente estadounidense Donald Trump, visitaron la región. Trump apoyó los esfuerzos de Arabia Saudita en la lucha contra los estados y grupos terroristas aliados con Irán y los Hermanos Musulmanes, lo que además llevó a un acuerdo de venta de armas entre ambos países. El apoyo de Trump puede haber inducido a otros estados suníes a seguir la línea de Riad y tomar distancias con Catar.[cita requerida]

### Operaciones de hacking contra Catar
Según Al Jazeera, con sede en Catar, y el FBI estadounidense, el sitio web de la Agencia de Noticias de Catar y otras plataformas de medios gubernamentales fueron pirateados en mayo de 2017, donde los piratas informáticos publicaron comentarios falsos en la Agencia de Noticias  de Catar atribuida al Emir de Catar, Sheikh Tamim bin Hamad. Al Thani, que expresó su apoyo a Irán, Hamás, Hezbolá e Israel. Se citó al emir diciendo: "Irán representa una potencia regional e islámica que no puede ser ignorada y no es prudente enfrentarse a ella. Es una gran potencia en la estabilización de la región". Catar informó que las declaraciones eran falsas y se desconocía su procedencia. A pesar de esto, los comentarios fueron ampliamente publicitados en varios medios de comunicación árabes no cataríes, incluidos Sky News Arabia, con sede en los Emiratos Árabes Unidos, y Al Arabiya, de propiedad saudita.[33] El 3 de junio de 2017, la cuenta de Twitter del ministro de Relaciones Exteriores de Baréin, Khalid bin Ahmed Al Khalifa, fue pirateada.
Inicialmente, la supuesta inteligencia recopilada por las agencias de seguridad de EE. UU. indicaba que los piratas informáticos rusos estaban detrás de la intrusión informada por primera vez por los cataríes. Sin embargo, un funcionario estadounidense informado sobre la investigación le dijo al New York Times que "no estaba claro si los piratas informáticos estaban patrocinados por el estado" y el editor diplomático de The Guardian, Patrick Wintour, informó que "se cree que el gobierno ruso no estuvo involucrado". en los hackeos; en cambio, se pagó a los piratas informáticos independientes para que realizaran el trabajo en nombre de algún otro estado o individuo". "particularmente si hacían más difícil que Estados Unidos usara Catar como base principal". El FBI envió un equipo de investigadores a Doha para ayudar al gobierno de Catar a investigar el incidente de piratería.[40] Más tarde, el New York Times informó que los incidentes de piratería pueden ser parte de una guerra cibernética de larga duración entre Catar y otros países del Golfo que solo se reveló al público durante los incidentes recientes, y notaron cómo los medios de Arabia Saudita y los Emiratos Árabes Unidos recogieron la declaración. realizado por los medios hackeados en menos de 20 minutos y comenzó a entrevistar a muchos comentaristas bien preparados contra Catar.
Las agencias de inteligencia estadounidenses creen que la piratería fue realizada por los Emiratos Árabes Unidos, según un informe del Washington Post publicado el 16 de julio. Los funcionarios de inteligencia afirmaron que el hackeo fue discutido entre funcionarios emiratíes el 23 de mayo, un día antes de que se llevara a cabo la operación. Los Emiratos Árabes Unidos negaron cualquier participación en la piratería. El 26 de agosto de 2017 se anunció que cinco personas supuestamente involucradas en el hackeo fueron arrestadas en Turquía.
Un ex empleado de la Agencia de Seguridad Nacional (NSA) de EE. UU., David Evenden, fue contratado por los Emiratos Árabes Unidos para trabajar en la empresa de ciberespionaje CyberPoint. Los Emiratos señalaron una bandera verde a Evenden y su equipo para realizar operaciones de piratería contra Catar, con el fin de eliminar la sustancia de que Catar ha estado involucrado en la financiación de la Hermandad Musulmana en algún momento. En su principal estratagema contra Catar, los Emiratos Árabes Unidos permitieron que Evenden y la red de otros ex empleados de la NSA descuidaran las racionalizaciones y obtuvieran datos confidenciales. Este equipo en CyberPoint llevó a cabo varios intentos de piratería global, incluso contra la realeza de Catar, los funcionarios de la FIFA e incluso los críticos de Internet de los Emiratos Árabes Unidos. En 2015, los Emiratos, utilizando a estos empleados de la NSA, piratearon los correos electrónicos de Michelle Obama, antes de su visita programada a un evento en Catar. La Sra. Obama fue invitada por la Jequesa Moza bint Nasser de Catar. El hackeo del correo electrónico proporcionó a los Emiratos Árabes Unidos toda la información intercambiada entre las dos mujeres y su personal.

## Nota
1. ↑  El gobierno interino ubicado en Tobruk, al este de Libia, está afiliado con la Cámara de Representantes (y posee reconocimiento internacional).[2][3] Sin embargo, existen dos gobiernos rivales que reclaman ser el gobierno legítimo de Libia: el Gobierno de Acuerdo Nacional, ubicado en Trípoli (con reconocimiento internacional de la ONU) y un tercer gobierno, el Congreso General Nacional, también ubicado en Trípoli.[3]